# Jean-Jacques Taofifénua
Pour les articles homonymes, voir Taofifénua.
Pas d'image ? Cliquez ici

a Compétitions nationales et continentales officielles uniquement.

 Jean-Jacques Taofifénua, né le 25 avril 1971 à Nouméa (Nouvelle-Calédonie), est un joueur français de rugby à XV, évoluant au poste de talonneur notamment pour le FC Grenoble (1,72 m et 105 kg).
Il a plusieurs frères qui jouent ou ont joué au plus haut niveau, comme Willy et Jean-Claude.
Il est le père de Donovan.

## Biographie
Jean-Jacques Taofifénua rejoint son frère Willy au Stade montois avant de devenir l'homme de base du pack du RRC Nice pendant de nombreuses saisons, puis au FC Grenoble, il franchit un nouveau palier.
Révélé lors de la saison  1998-1999 Jean-Jacques et son frère Willy sont rejoints par leurs cousins Abraham Tolofua et Lyonel Vaïtanaki en provenance du RRC Nice.
Willy est alors capitaine de l'équipe Grenobloise et leader de la « Pacific Connection », l'équipe comprend en effet cinq joueurs de Wallis et Futuna et quatre Néo-Zélandais, dont deux Maoris et sous les ordres de Michel Ringeval
Jean-Jacques dispute une demi-finale et s'incline à quatre minutes de la fin du match contre l'AS Montferrand.
Après cette demi-finale au goût amère, le huit de devant du FCG est élu meilleure mêlée de France une belle reconnaissance.
En juin 1999, il participe à la tournée des Barbarians français en Argentine. Il est remplaçant contre le Buenos Aires Rugby Club à San Isidro. Les Baa-Baas s'imposent 52 à 17. Puis, il est titulaire contre les Barbarians sud-américains à La Plata. Les Baa-Baas français s'imposent 45 à 28.
L'année suivante il participe à la Coupe d'Europe où Grenoble sera la seule équipe à battre les Anglais des Northampton Saints, futurs vainqueurs de l’épreuve.
Par la suite Montferrand s'attache ses services ainsi que ceux de ses cousins Abraham Tolofua et Lyonel Vaïtanaki.
En 2009 il commence sa carrière d'entraîneur à l'AS Saint-Junien puis entre 2012 et 2015 aux côtés de Tim Clark à Limoges rugby.
Jean-Jacques Taofifénua s'est engagé à l'intersaison 2020 avec le SA Trélissac en qualité d'entraîneur des avants. Le club s’enfonce dans la crise le 22 octobre 2020, Bon dernier de la poule 1 de Fédérale 1 avec quatre défaites en quatre matches, le club périgourdin enregistre un changement d’entraîneur et le départ du président.
AS Saint-Junien renouvèle la confiance aux coaches des séniors, Vincent Wintrebert, et Sam Dauba. il est à noter le retour au club de Jean Jacques Taoféfinua comme manager général,.

## Palmarès
Avec le FC Grenoble :
- Championnat de France de première division :
  - Demi-finaliste (1) : 1999
- Championnat de France de Pro D2 :
  - Vice-champion (1) : 2002

## Distinction
- Classement Midi olympique : Numéro 3 en France 1999 (FC Grenoble)